# Reina Regente (Schiff, 1888)
Die Reina Regente war ein Geschützter Kreuzer der spanischen Marine. Das Schiff gehörte der aus insgesamt drei Einheiten bestehenden Reina-Regente-Klasse an und war das Typschiff dieser Klasse. Sein Name („regierende Königin“) bezieht sich auf Maria Christina von Österreich, die von 1885 bis 1902 Regentin von Spanien war. Nach der Bewilligung des Schiffes im Mai 1886 wurde der Bauauftrag nur Tage später an die im schottischen Clydebank befindliche Werft von James & George Thompson (ab 1899 John Brown & Company) vergeben, wo am 20. Juni 1886 die Kiellegung stattfand. Nach dem Stapellauf am 24. Februar 1887 erfolgte am 1. Januar 1888 die Indienststellung. Das Schiff ging um den 11. März 1895 bei Kap Trafalgar im Sturm unter.

## Technik und Besonderheiten
Die Reina Regente war 102,18 m lang und 15,43 m breit. Der Tiefgang lag bei voller Kohlenbeladung bei 5,90 m. Das Schiff stellte, nach den vergleichsweise kleinen Einheiten der Isla-de-Luzon-Klasse, den ersten größeren und modernen spanischen Neubau eines Geschützten Kreuzers dar. Insgesamt besaß die Reina Regente 156 wasserdichte Abteilungen, wobei 73 unterhalb und 83 oberhalb des Panzerdecks lagen, was zu jener Zeit und auch angesichts der Schiffsdimensionen eine beachtliche Anzahl war. Ein Teil der oberhalb der Wasserlinie liegenden Abteilungen wurde bei voller Kohlenbeladung auch zum Bunkern von Kohlen genutzt. Eine weitere Besonderheit war, dass der Kreuzer ein Ruderblatt mit einer Fläche von rund 31 Quadratmetern besaß, eines der größten Kreuzerruder jener Zeit. Der Reina Regente war es so möglich, in nur knapp drei Minuten einen Vollkreis mit einem Radius von etwa 150 m zu fahren.
Obgleich der Kreuzer als gut durchkonstruiert galt und ihm gute Manövriereigenschaften nachgesagt wurden, war der Tiefgang vergleichsweise gering. Dies brachte, in Kombination mit den vier schweren 24-cm-Geschützen, die jeweils über 20 Tonnen wogen, und den teilweise oberhalb der Wasserlinie liegenden Kohlenbunkern sowie den beiden ebenfalls über der Wasserlinie installierten Hilfskesseln (s. Maschinenanlage), eine Topplastigkeit mit sich. Es wird vermutet, dass dieser Umstand zum Verlust des Schiffes im Sturm 1895 beigetragen haben könnte.

### Maschinenanlage
Die Maschinenanlage der Reina Regente bestand aus vier kohlebefeuerten Niclausse-Wasserrohrkesseln und zwei vertikal eingebauten Dreifach-Expansionsmaschinen, die zwei Schrauben antrieben, welche maximal 110 Umdrehungen pro Minute leisten konnten. Die vier Hauptkessel befanden sich alle in eigenen wasserdichten Räumen. Zudem befanden sich zwei knapp über der Wasserlinie liegende Einender-Hilfskessel an Bord, die aber nur in Notfällen oder bei einer Fluchtabsicht zugeschaltet wurden. Bei einer maximalen Maschinenleistung von 11.598 PSi konnte der Kreuzer eine Höchstgeschwindigkeit von 20,72 kn (ca. 38,5 km/h) erreichen. Die Reichweite mit einer standardgemäßen Kohlenbeladung von 400 Tonnen betrug etwa 5900 Seemeilen bei einer durchschnittlichen Höchstfahrt von 11,6 kn. Maximal, mit einer vollen Kohlenbeladung von rund 900 Tonnen, konnte das Schiff eine Distanz von 13.000 Seemeilen bewältigen, ehe Kohlen ergänzt werden mussten.

### Bewaffnung
Gemessen an der Wasserverdrängung war die Bewaffnung der Reina Regente sehr stark. Die Hauptartillerie bestand aus vier 24-cm-Geschützen L/35 Modell 1883 des Typs Hontoria. Die Geschütze befanden sich in nach hinten offenen Turmschilden, deren Fronten eine Panzerstärke von 76 mm besaßen, wobei je zwei Geschütze vor und achtern der Hauptaufbauten standen. Allerdings war diese Anordnung eher unzweckmäßig, da die beiden Geschützpaare zwar nebeneinander, aber dafür in separaten Barbetten standen. Dies hatte zur Folge, dass sich die beiden Geschützpaare beim Feuern einer Breitseite gegenseitig behinderten. Die 24-cm-Kanonen konnten eine 199 Kilogramm schwere, panzerbrechende Granate über eine maximale Distanz von 9.960 m feuern.

Seitenansicht der Reina Regente (1890)

Daneben befanden sich als Mittelartillerie sechs einzeln lafettierte 12-cm-Hontoria-Geschütze L/35 Modell 1883 an Bord, wobei je drei dieser Kanonen nach Backbord und nach Steuerbord schießen konnten. Diese auf dem Panzerdeck stehenden Kanonen waren mit 25 mm starken Panzerschilden ausgestattet und konnten eine 24,1 Kilogramm schwere Granate über eine maximale Distanz von 10.130 m feuern. Die leichtere Bewaffnung setzte sich aus sechs 5,7-cm-Hotchkiss-Kanonen und vier achtläufigen 2,54-cm-Nordenfelt-Mitrailleusen zusammen. Ferner befanden sich fünf starr eingebaute 35,6-cm-Torpedorohre an Bord, wobei zwei Rohre in Bugrichtung feuern konnten; zudem war je ein Torpedorohr auf beiden Schiffsseiten und im Heck installiert.

## Einsatzzeit
Von der Indienstnahme an war die Reina Regente zumeist als Patrouillenschiff und zu Repräsentationszwecken im Einsatz. 1888 nahm der Kreuzer an der Weltausstellung in Barcelona teil; dabei wurde der Besatzung des gerade erst in Dienst gestellten Schiffes die spanische Kriegsflagge von Königin Maria Christina persönlich überreicht. 1891 folgte eine Besuchsreise nach Griechenland, wobei unter anderem Piräus angelaufen wurde. 
Im September 1892 wurde die Reina Regente nach Italien verlegt und nahm dort in Genua am 400-jährigen Jubiläum des Aufbruchs von Christoph Kolumbus zu seiner ersten Fahrt nach der Neuen Welt teil. Im Frühjahr 1893 nach Havanna detachiert, schleppte der Kreuzer von dort aus im April 1893 einen Nachbau der Karacke Santa Maria, das Flaggschiff von Kolumbus während seiner ersten Entdeckungsfahrt, nach Hampton Roads. Am 27. August 1893 nahmen beide Schiffe an der Flottenparade anlässlich der Entdeckung Amerikas durch Kolumbus in New York teil. Später folgte ein Besuch in Baltimore.
Nach der Rückkehr nach Spanien führte die Reina Regente im Spätsommer 1893 vor Alicante und Santa Pola Manöver durch. Im Anschluss verlegte der Kreuzer vor die Küste von Marokko, wo im Oktober 1893 der erste Rifkrieg ausgebrochen war. Das Schiff nahm zumeist Sicherungs- und Wachaufgaben wahr, wurde jedoch nicht in Kämpfe verwickelt.

## Untergang
Am 9. März 1895 verließ der Kreuzer Tanger in Marokko und nahm trotz eines starken Südwest-Sturms Kurs auf Cádiz, um dort beim für einige Tage später geplanten Stapellauf des neuen Panzerkreuzers Emperador Carlos V. anwesend sein zu können. Es war das letzte Lebenszeichen des Schiffes. Nachdem der Kreuzer am 13. März als überfällig gemeldet worden war, begann die spanische Marine mit Suchmaßnahmen, wobei sie von britischen und später auch französischen Kriegsschiffen unterstützt wurde. Am 15. März wurden nahe Tarifa Wrackteile sowie eine spanische Flagge und eine Kompassbox gefunden, die der Reina Regente zugeordnet werden konnten. Am 2. April fanden Fischer etwa zwei Kilometer östlich von Conil de la Frontera eine stark verweste männliche Leiche am Strand, welche als die eines Matrosen der Reina Regente identifiziert werden konnte.
Weitere Spuren des Kreuzers oder seiner Besatzung wurden zunächst nicht mehr gefunden. Am 8. April 1895 erklärte die spanische Marine, dass sie das Schiff als in Verlust geraten ansehe. Meldungen, wonach das Wrack eines Kriegsschiffes vor der nordafrikanischen Küste gefunden worden sein sollte, erwiesen sich alsbald als falsch. Am 25. April 1895 schließlich, knapp sechs Wochen nach dem Verschwinden des Schiffes, fand der spanische Geschützte Kreuzer Isla de Luzon das Wrack der Reina Regente. Es lag (und liegt noch heute) in etwa 200 m Tiefe, knapp 15 Seemeilen südöstlich von Kap Trafalgar, etwa auf halbem Weg zwischen Tarifa und Kap Trafalgar.
Es blieb jedoch teilweise unklar, was letztlich die Katastrophe verursacht hatte. Es wurde angenommen, dass die Reina Regente infolge ihrer Topplastigkeit in jenem starken Südwest-Sturm um den 11. März 1895 gekentert und gesunken sein musste. Eine Untersuchungskommission der spanischen Marine kam später zudem zu der Feststellung, dass auch ein Versagen der Mechanik des großen Ruderblattes und ein daraus resultierendes Querschlagen des Kreuzers im Sturm den Verlust verursacht haben könnte. Mit dem Schiff gingen der Kommandant, Capitán de Navío Francisco Sanz de Andíno, 50 Offiziere und 351 Mannschaftsdienstgrade sowie Artilleriekadetten unter. Es gab keine Überlebenden. Der Untergang der Reina Regente ist bezüglich der Opferzahl die schlimmste Katastrophe der spanischen Marine in Friedenszeiten.
Nach dem Verlust der Reina Regente beschloss die spanische Regierung, alsbald ein neues Schiff mit diesem Namen bauen zu lassen. Diese neue Reina Regente, ebenfalls ein Geschützter Kreuzer, wurde im März 1897 in Ferrol auf Kiel gelegt und 1926 abgewrackt.